# Mirae Caritatis
 Mirae Caritatis  è un'enciclica di papa Leone XIII, datata 28 maggio 1902, e dedicata al tema dell'Eucaristia.